# Abdul Fatawu Issahaku
Abdul Fatawu Issahaku (Tamale, 8 marzo 2004) è un calciatore ghanese, centrocampista del Leicester City e della nazionale ghanese.

## Caratteristiche tecniche
È un centrocampista offensivo.
Nel 2021, è stato inserito nella lista "Next Generation" dei sessanta migliori talenti nati nel 2004, redatta dal quotidiano inglese The Guardian.

## Carriera

### Gli inizi
Abdul Fatawu Issahaku ha partecipato alla Tamale Utrecht Football Academy un centro di allenamento creato dai dirigenti dell'Utrecht a Tamale in Ghana.
Nel 2019, è entrato a far parte dell'FC Stedfast Club di Tamale nella seconda divisione del Ghana, dove è diventato rapidamente uno dei leader della prima squadra.
Nel 2021 viene ceduto in prestito al Dreams, approdando quindi nella massima divisione ghanese.
Nella stagione successiva 2022-2023 si trasferisce allo Sporting  giocando nell'Under 23 per poi esordire anche in prima squadra in campionato e Champions League.
Leicester City
Il 31 agosto 2023 si trasferisce in prestito al Leicester City in Championship con una clausola che fa scattare il trasferimento a titolo definitivo per 17 milioni di euro in caso di promozione del club inglese in Premier League. In Championship è tra i migliori talenti,gioca ben 40 partite segnando 6 goal e fornendo 13 assist,si può definire un acquisto vincente per il club inglese che vince la Championship e viene promosso in Premier League.
Il 16 luglio 2024 diventa un nuovo giocatore del Leicester che esercita la clausola di 17 milioni di euro per il suo acquisto.

### Nazionale
All'inizio del 2018, mentre giocava nel campionato Under 15, Issahaku è stato convocato per la prima volta nella squadra del Ghana Under-17. Con questa selezione partecipa alle qualificazioni per la Coppa d'Africa Under-17 2021. Nel pareggio per 1-1 con la Nigeria Under-17 ha segnato una rete, ma la sconfitta con la Costa d'Avorio Under-17 ha privato il Ghana delle finali nella competizione continentale.
Abdul Fatawu viene convocato dalla selezione under 20, con la ha partecipato alla Coppa delle nazioni africane Under-20 2021. Nella prima partita ha giocato e segnato nel 4-0 della sua squadra contro la Tanzania Under-20, vincendo il premio di miglior giocatore della partita. Nella terza partita del girone ha segnato il gol nella sconfitta per 2-1 contro il Gambia Under-20. Grazie alle vittorie nei quarti ai rigori contro Camerun Under-20 e in semifinale per 1-0 contro il Gambia Under-20 raggiungono la finale. In finale contro l'Uganda Under-20 serve l'assist a Daniel Afriyie per segnare il primo gol nella vittoria per 2-0. Viene nominato giocatore della competizione.
Il 9 ottobre 2021 debutta con la nazionale ghanese in occasione dell'incontro valido per le qualificazioni al Campionato mondiale di calcio 2022 contro lo Zimbabwe.

## Statistiche

### Presenze e reti nei club
Statistiche aggiornate al 4 maggio 2024.
| Stagione        | Squadra          | Campionato      | Campionato | Campionato | Coppe nazionali | Coppe nazionali | Coppe nazionali | Coppe continentali | Coppe continentali | Coppe continentali | Altre coppe | Altre coppe | Altre coppe | Totale | Totale |
| Stagione        | Squadra          | Comp            | Pres       | Reti       | Comp            | Pres            | Reti            | Comp               | Pres               | Reti               | Comp        | Pres        | Reti        | Pres   | Reti   |
| --------------- | ---------------- | --------------- | ---------- | ---------- | --------------- | --------------- | --------------- | ------------------ | ------------------ | ------------------ | ----------- | ----------- | ----------- | ------ | ------ |
| 2019-2020       | Stedfast         | D1              | 13         | 8          | -               | -               | -               | -                  | -                  | -                  | -           | -           | -           | 13     | 8      |
| 2020-2021       | Stedfast         | D1              | 14         | 12         | -               | -               | -               | -                  | -                  | -                  | -           | -           | -           | 14     | 12     |
| Totale Stedfast | Totale Stedfast  | Totale Stedfast | 27         | 20         |                 | -               | -               |                    | -                  | -                  |             | -           | -           | 27     | 20     |
| 2021-2022       | Dreams           | PL              | 7          | 6          | -               | -               | -               | -                  | -                  | -                  | -           | -           | -           | 7      | 6      |
| 2022-2023       | Sporting Lisbona | PL              | 6          | 0          | CP+CdL          | 1+2             | 0               | UCL+UEL            | 2+1                | 0                  | -           | -           | -           | 12     | 0      |
| 2023-2024       | Leicester City   | FLC             | 40         | 6          | FACup+CdL       | 2+1             | 1+0             | -                  | -                  | -                  | -           | -           | -           | 43     | 7      |
| Totale carriera | Totale carriera  | Totale carriera | 80         | 32         |                 | 6               | 1               |                    | 3                  | 0                  |             | -           | -           | 89     | 33     |

### Cronologia presenze e reti in nazionale
| Cronologia completa delle presenze e delle reti in nazionale ― Ghana | Cronologia completa delle presenze e delle reti in nazionale ― Ghana | Cronologia completa delle presenze e delle reti in nazionale ― Ghana | Cronologia completa delle presenze e delle reti in nazionale ― Ghana | Cronologia completa delle presenze e delle reti in nazionale ― Ghana | Cronologia completa delle presenze e delle reti in nazionale ― Ghana | Cronologia completa delle presenze e delle reti in nazionale ― Ghana | Cronologia completa delle presenze e delle reti in nazionale ― Ghana |
| Data                                                                 | Città                                                                | In casa                                                              | Risultato                                                            | Ospiti                                                               | Competizione                                                         | Reti                                                                 | Note                                                                 |
| -------------------------------------------------------------------- | -------------------------------------------------------------------- | -------------------------------------------------------------------- | -------------------------------------------------------------------- | -------------------------------------------------------------------- | -------------------------------------------------------------------- | -------------------------------------------------------------------- | -------------------------------------------------------------------- |
| 9-10-2021                                                            | Cape Coast                                                           | Ghana                                                                | 3 – 1                                                                | Zimbabwe                                                             | Qual. Mondiali 2022                                                  | -                                                                    | 60’                                                                  |
| 11-11-2021                                                           | Johannesburg                                                         | Etiopia                                                              | 1 – 1                                                                | Ghana                                                                | Qual. Mondiali 2022                                                  | -                                                                    | 77’                                                                  |
| 5-1-2022                                                             | Ar Rayyan                                                            | Algeria                                                              | 3 – 0                                                                | Ghana                                                                | Amichevole                                                           | -                                                                    | 76’                                                                  |
| 10-1-2022                                                            | Yaoundé                                                              | Marocco                                                              | 1 – 0                                                                | Ghana                                                                | Coppa d'Africa 2021 - 1º turno                                       | -                                                                    | 86’                                                                  |
| 14-1-2022                                                            | Yaoundé                                                              | Gabon                                                                | 1 – 1                                                                | Ghana                                                                | Coppa d'Africa 2021 - 1º turno                                       | -                                                                    | 90+1’                                                                |
| 18-1-2022                                                            | Garoua                                                               | Ghana                                                                | 2 – 3                                                                | Comore                                                               | Coppa d'Africa 2021 - 1º turno                                       | -                                                                    | 60’                                                                  |
| 25-3-2022                                                            | Kumasi                                                               | Ghana                                                                | 0 – 0                                                                | Nigeria                                                              | Qual. Mondiali 2022                                                  | -                                                                    | 79’                                                                  |
| 29-3-2022                                                            | Abuja                                                                | Nigeria                                                              | 1 – 1                                                                | Ghana                                                                | Qual. Mondiali 2022                                                  | -                                                                    | 46’                                                                  |
| 1-6-2022                                                             | Cape Coast                                                           | Ghana                                                                | 3 – 0                                                                | Madagascar                                                           | Qual. Coppa d'Africa 2023                                            | -                                                                    | 76’                                                                  |
| 5-6-2022                                                             | Luanda                                                               | Rep. Centrafricana                                                   | 1 – 1                                                                | Ghana                                                                | Qual. Coppa d'Africa 2023                                            | -                                                                    | 63’                                                                  |
| 10-6-2022                                                            | Kobe                                                                 | Giappone                                                             | 4 – 1                                                                | Ghana                                                                | Kirin Cup                                                            | -                                                                    | 68’ 84’                                                              |
| 14-6-2022                                                            | Suita                                                                | Cile                                                                 | 0 – 0 (1 – 3 dtr)                                                    | Ghana                                                                | Kirin Cup                                                            | -                                                                    |                                                                      |
| 27-9-2022                                                            | Lorca                                                                | Nicaragua                                                            | 0 – 1                                                                | Ghana                                                                | Amichevole                                                           | 1                                                                    | 82’                                                                  |
| 2-12-2022                                                            | Al Wakrah                                                            | Ghana                                                                | 0 – 2                                                                | Uruguay                                                              | Mondiali 2022 - 1º turno                                             | -                                                                    | 90+8’                                                                |
| 21-11-2023                                                           | Iconi                                                                | Comore                                                               | 1 – 0                                                                | Ghana                                                                | Qual. Mondiali 2026                                                  | -                                                                    | 81’                                                                  |
| 22-3-2024                                                            | Marrakech                                                            | Nigeria                                                              | 2 – 1                                                                | Ghana                                                                | Amichevole                                                           | -                                                                    | 90+4’                                                                |
| 6-6-2024                                                             | Bamako                                                               | Mali                                                                 | 1 – 2                                                                | Ghana                                                                | Qual. Mondiali 2026                                                  | -                                                                    | 88’                                                                  |
| 10-6-2024                                                            | Kumasi                                                               | Ghana                                                                | 4 – 3                                                                | Rep. Centrafricana                                                   | Qual. Mondiali 2026                                                  | 1                                                                    | 76’                                                                  |
| 5-9-2024                                                             | Kumasi                                                               | Ghana                                                                | 0 – 1                                                                | Angola                                                               | Qual. Coppa d'Africa 2025                                            | -                                                                    | 82’                                                                  |
| 9-9-2024                                                             | Berkane                                                              | Niger                                                                | 1 – 1                                                                | Ghana                                                                | Qual. Coppa d'Africa 2025                                            | -                                                                    | 67’ 71’                                                              |
| 10-10-2024                                                           | Accra                                                                | Ghana                                                                | 0 – 0                                                                | Sudan                                                                | Qual. Coppa d'Africa 2025                                            | -                                                                    | 69’                                                                  |
| 15-10-2024                                                           | Bengasi                                                              | Sudan                                                                | 2 – 0                                                                | Ghana                                                                | Qual. Coppa d'Africa 2025                                            | -                                                                    | 57’                                                                  |
| 15-11-2024                                                           | Talatona                                                             | Angola                                                               | 1 – 1                                                                | Ghana                                                                | Qual. Coppa d'Africa 2025                                            | -                                                                    | 45+3’ 46’                                                            |
| Totale                                                               |                                                                      | Presenze                                                             | 23                                                                   |                                                                      | Reti                                                                 | 2                                                                    |                                                                      |

## Palmarès

### Club

#### Competizioni nazionali
- Football League Championship: 1

Leicester City: 2023-2024

### Nazionale
- Coppa delle nazioni africane Under-20: 1

Mauritania 2021

### Individuale
- Miglior giocatore della Coppa delle nazioni africane Under-20: 1

Mauritania 2021